# Pfalz D.III
Pfalz D.III là một loại máy bay tiêm kích được Luftstreitkräfte (Cục Không quân Đế quốc Đức) sử dụng trong Chiến tranh thế giới I.

## Quốc gia sử dụng
German Empire
- Luftstreitkräfte
- Kaiserliche Marine

 Đế quốc Ottoman
- Không quân Ottoman

## Tính năng kỹ chiến thuật (D.IIIa)
Dữ liệu lấy từ German Aircraft of the First World War
Đặc tính tổng quan
- Kíp lái: 1
- Chiều dài: 6,95 m (22 ft 10 in)
- Sải cánh: 9,4 m (30 ft 10 in)
- Chiều cao: 2,67 m (8 ft 9 in)
- Diện tích cánh: 22,17 m2 (238,6 foot vuông)
- Trọng lượng rỗng: 695 kg (1.532 lb)
- Trọng lượng có tải: 933 kg (2.056 lb)
- Động cơ: 1 × Mercedes D.IIIa kiểu động cơ piston thẳng hàng 6 xy-lanh, làm mát bằng nước, 130 kW (180 hp)

Hiệu suất bay
- Vận tốc cực đại: 165 km/h; 89 kn (102,5 mph) trên độ cao3,048 m (10 ft)

  - 147,3 km/h (92 mph) trên độ cao4,572 m (15 ft)
- Thời gian bay: ~ 2,5 h
- Trần bay: 5.182 m (17.001 ft)
- Vận tốc lên cao: 3,67 m/s (722 ft/min)
- Thời gian lên độ cao: 

  - 1,524 m (5 ft) trong 6 phút 55 giây
  - 3,048 m (10 ft) trong 17 phút 30 giây

Vũ khí trang bị

- Súng: 2 × súng máy "Spandau" LMG 08/15 7,92 mm